# Federico di Anhalt-Harzgerode
Federico di Anhalt-Bernburg (Ensdorf, 16 novembre 1613 – Plötzkau, 30 giugno 1670) fu un nobile dell'Anhalt-Bernburg e, alla morte del padre, principe di Anhalt-Harzgerode dal 1630 al 1670.

## Biografia
Era il quarto figlio maschio che Cristiano I di Anhalt-Bernburg, principe di Anhalt-Bernburg dal 1603 al 1630, ebbe dalla moglie Anna di Bentheim-Tecklenburg.
Alla morte del padre nel 1630 ereditò il principato suo fratello maggiore Cristiano II. Federico invece divenne principe di Anhalt-Harzgerode, titolo che trasmise ai suoi figli.
Fede parte dell'associazione culturale Società dei Carpofori.
Si sposò due volte. La prima moglie fu la ventitreenne Giovanna Elisabetta di Nassau-Hadamar che sposò a Bückeburg il 10 agosto 1642. Il matrimonio durò cinque anni, prima che Giovanna Elisabetta morisse a causa delle conseguenze del parto. Riuscì a dare al marito tre figli:
- Guglielmo Ludovico (Harzgerode, 18 agosto 1643-Harzgerode, 14 ottobre 1709), che sposò prima Elisabetta Albertina di Solms-Laubach e successivamente Sofia Augusta di Nassau-Dillenburg;
- Anna Ursula (Harzgerode, 24 giugno 1645-Harzgerode, 25 febbraio 1647);
- Elisabetta Carlotta (Harzgerode, 11 febbraio 1647-Osterholm, 20 gennaio 1723), che sposò prima Guglielmo Luigi di Anhalt-Köthen e poi Augusto, Duca di Schleswig-Holstein-Sonderburg-Plön-Norburg.

Dieci anni dopo la morte della prima moglie Federico contrasse un secondo matrimonio con Anna Caterina di Lippe-Detmold che sposò a Harzgerode il 26 maggio 1657 e che morì due anni dopo senza dargli altri figli.
Federico morì il 30 giugno 1670 e il principato passò all'unico figlio maschio Guglielmo Ludovico.

## Ascendenza
|                                            |                                          |                                         | Genitori                                       |  |  | Nonni |  |  | Bisnonni                              |  |  | Trisnonni                            |  |
|                                            |                                          |                                         |                                                |  |  |       |  |  | Giovanni V, principe di Anhalt-Zerbst |  |  | Ernesto I, principe di Anhalt-Dessau |  |
|                                            |                                          |                                         |                                                |  |  |       |  |  | Giovanni V, principe di Anhalt-Zerbst |  |  | Ernesto I, principe di Anhalt-Dessau |  |
|                                            |                                          | Margherita di Münsterberg-Oels          |                                                |  |  |       |  |  | Giovanni V, principe di Anhalt-Zerbst |  |  |                                      |  |
| Gioacchino Ernesto, principe di Anhalt     |                                          |                                         |                                                |  |  |       |  |  | Giovanni V, principe di Anhalt-Zerbst |  |  |                                      |  |
|                                            |                                          | Margherita di Brandeburgo               | Gioacchino I, principe elettore di Brandeburgo |  |  |       |  |  |                                       |  |  |                                      |  |
|                                            |                                          | Margherita di Brandeburgo               | Gioacchino I, principe elettore di Brandeburgo |  |  |       |  |  |                                       |  |  |                                      |  |
|                                            |                                          | Margherita di Brandeburgo               | Elisabetta di Danimarca                        |  |  |       |  |  |                                       |  |  |                                      |  |
| Cristiano I, principe di Anhalt-Bernburg   |                                          | Margherita di Brandeburgo               |                                                |  |  |       |  |  |                                       |  |  |                                      |  |
|                                            |                                          | Volfango I, conte di Barby-Mühlingen    | Burcardo VII, conte di Barby-Mühlingen         |  |  |       |  |  |                                       |  |  |                                      |  |
|                                            |                                          | Volfango I, conte di Barby-Mühlingen    | Burcardo VII, conte di Barby-Mühlingen         |  |  |       |  |  |                                       |  |  |                                      |  |
|                                            |                                          | Volfango I, conte di Barby-Mühlingen    | Maddalena di Meclemburgo-Stargard              |  |  |       |  |  |                                       |  |  |                                      |  |
| Agnese di Barby-Mühlingen                  |                                          | Volfango I, conte di Barby-Mühlingen    |                                                |  |  |       |  |  |                                       |  |  |                                      |  |
|                                            |                                          | Agnese di Mansfeld-Mittelort            | Gebardo VII, conte di Mansfeld-Mittelort       |  |  |       |  |  |                                       |  |  |                                      |  |
|                                            |                                          | Agnese di Mansfeld-Mittelort            | Gebardo VII, conte di Mansfeld-Mittelort       |  |  |       |  |  |                                       |  |  |                                      |  |
|                                            |                                          | Agnese di Mansfeld-Mittelort            | Margherita di Gleichen-Blankenhein             |  |  |       |  |  |                                       |  |  |                                      |  |
| Federico, principe di Anhalt-Harzgerode    |                                          | Agnese di Mansfeld-Mittelort            |                                                |  |  |       |  |  |                                       |  |  |                                      |  |
|                                            | Eberwin III, conte di Bentheim-Steinfurt | Arnoldo II, conte di Bentheim-Steinfurt |                                                |  |  |       |  |  |                                       |  |  |                                      |  |
|                                            | Eberwin III, conte di Bentheim-Steinfurt | Arnoldo II, conte di Bentheim-Steinfurt |                                                |  |  |       |  |  |                                       |  |  |                                      |  |
|                                            | Eberwin III, conte di Bentheim-Steinfurt | Valburga di Brederode                   |                                                |  |  |       |  |  |                                       |  |  |                                      |  |
| Arnoldo III, conte di Bentheim-Tecklenburg | Eberwin III, conte di Bentheim-Steinfurt |                                         |                                                |  |  |       |  |  |                                       |  |  |                                      |  |
|                                            |                                          | Anna, contessa di Tecklenburg-Schwerin  | Corrado, conte di Tecklenburg-Schwerin         |  |  |       |  |  |                                       |  |  |                                      |  |
|                                            |                                          | Anna, contessa di Tecklenburg-Schwerin  | Corrado, conte di Tecklenburg-Schwerin         |  |  |       |  |  |                                       |  |  |                                      |  |
|                                            |                                          | Anna, contessa di Tecklenburg-Schwerin  | Matilde d'Assia                                |  |  |       |  |  |                                       |  |  |                                      |  |
| Anna di Bentheim-Tecklenburg               |                                          | Anna, contessa di Tecklenburg-Schwerin  |                                                |  |  |       |  |  |                                       |  |  |                                      |  |
|                                            |                                          | Gumprecht II, conte di Neuenahr-Alpen   | Gumprecht I, conte di Neuenahr-Alpen           |  |  |       |  |  |                                       |  |  |                                      |  |
|                                            |                                          | Gumprecht II, conte di Neuenahr-Alpen   | Gumprecht I, conte di Neuenahr-Alpen           |  |  |       |  |  |                                       |  |  |                                      |  |
|                                            |                                          | Gumprecht II, conte di Neuenahr-Alpen   | Amalia di Wertheim                             |  |  |       |  |  |                                       |  |  |                                      |  |
| Maddalena di Neuenahr-Alpen                |                                          | Gumprecht II, conte di Neuenahr-Alpen   |                                                |  |  |       |  |  |                                       |  |  |                                      |  |
|                                            |                                          | Amöne di Daun-Falkenstein               | Wirich V, conte di Daun-Falkenstein            |  |  |       |  |  |                                       |  |  |                                      |  |
|                                            |                                          | Amöne di Daun-Falkenstein               | Wirich V, conte di Daun-Falkenstein            |  |  |       |  |  |                                       |  |  |                                      |  |
|                                            |                                          | Amöne di Daun-Falkenstein               | Ermengarda di Sayn                             |  |  |       |  |  |                                       |  |  |                                      |  |
|                                            |                                          | Amöne di Daun-Falkenstein               |                                                |  |  |       |  |  |                                       |  |  |                                      |  |